# Cut and Shoot
Cut and Shoot – miasto w Stanach Zjednoczonych, w stanie Teksas, w hrabstwie Montgomery.